# Grâce Zaadi
Grâce Zaadi Deuna, född 7 juli 1993 i Courcouronnes, är en fransk handbollsspelare (mittnia).

## Klubbkarriär
Grâce Zaadi började spela handboll 2003 i Villepinte. Tre år senare 2006 bytte hon klubb till Issy-les-Moulineaux. 2010 började hon spela för Metz Handball. Efter säsongen  2011–2012 hörde Zaadi till den fasta spelartruppen i Metz. Med Metz vann Zaadi sex ligatitlar 2013, 2014, 2016, 2017, 2018 och 2019 i den franska ligan. 2013 spelade hon final i EHF-cupen med Metz HB och tog silvermedalj. Sommaren 2020 började hon spela för ryska GK Rostov-Don. I mars 2022 gick hon tillbaka till Metz, med anledning av Rysslands invasion av Ukraina. Hon var då med och blev fransk mästare igen med Metz 2022, och tog bronsmedalj i EHF Champions League 2022. Sedan 2022 spelar hon för rumänska CSM București.

## Landslagskarriär
Zaadi vann 2012 silver vid U20-VM. Hon debuterade för franska landslaget den 24 oktober 2013 mot Slovakien i Rouen i en kvalmatch inför EM 2014. Efter att Zaadi spelat för Frankrike i EM 2014 och VM 2015 kom första mästerskapsmedaljen vid OS 2016 in Rio de Janeiro där hon vann silver efter förlust mot Ryssland i finalen. Vid EM 2016 vann hon en bronsmedalj. Ett år senare blev hon världsmästare i Tyskland. Zaadi blev vid VM 2017 också uttagen i All-Star-Team. 2018 vann hon EM-guld med Frankrike på hemmabana. Zaadi var också med i franska silverlaget i EM 2020. Zaadi var med i franska landslaget i OS 2020 i Tokyo och tog hem guldmedaljen. Vid VM 2021 var hon med och tog silvermedalj, och blev uttagen till All-Star team.

## Individuella utmärkelser
- Bästa mittnia i franska ligan: 2018
- All-Star Team i VM: 2017, 2021[6][7]
- All-Star Team i OS: 2020

- Riddare av Nationalförtjänstorden,  30 november 2016[8]
- Riddare av Hederslegionen,  8 september 2021[9]

[Redigera Wikidata]